# BRCA2
BRCA2 (breast cancer 2, «càncer de mama 2») és un gen humà del tipus conegut com a gens oncoinhibidors o gens supressors de tumors, que regulen el cicle cel·lular i eviten la proliferació incontrolada. La proteïna BRCA2, producte d'aquest gen, forma part del sistema de detecció i reparació de danys del DNA. Les mutacions d'aquest gen estan implicades en alguns tipus de càncer, especialment el càncer de mama, i en l'anèmia de Fanconi. El gen BRCA2 està situat al braç llarg (q) del cromosoma 13, a la posició 12.3, des del parell de bases 31.787.616 fins al parell de bases 31.871.804.

## Funció i mecanisme
Tot i que les estructures dels gens BRCA1 i BRCA2 són molt diferents, llurs funcions semblen similars. Les proteïnes codificades per ambdós gens són bàsiques per a la reparació del DNA. La proteïna BRCA2 s'uneix a la proteïna Rad51 i la regula per tal de reparar trencaments en el DNA. Aquests trencaments del DNA poden ser provocats per radiació natural o per altres tipus d'exposició, però també es produeixen quan els cromosomes intercanvien material genètic abans de la meiosi. La proteïna BRCA1, també interacciona amb la Rad51 i, amb la seva tasca de reparació de DNA, aquestes tres proteïnes tenen un paper important en mantenir l'estabilitat del genoma humà. Diversos treballs de recerca suggereixen que les dues proteïnes BRCA1 i BRCA2 regulen l'activitat d'altres gens i tenen un paper clau en el desenvolupament embrionari.

## Firmes mutacionals associades a BRCA1 i BRCA2
Les firmes mutacionals del càncer són els s de mutació en el ADN de les cèl·lules que segueixen un patró característic i fixa. De 560 càncers de mama analitzats, 90 van presentar mutacions inactivadores a BRCA1 o BRCA2 a la línia germinal o somàtica, o van mostrar metilació del promotor BRCA1. La pèrdua del cromosoma 17 o 13 es va observar a 80 dels 90 casos. Aquests van exhibir moltes mutacions de substitució de bases de la firma 3, i substitucions de doble nucleòtid de la firma 8. Així, aquestes dos firmes estarien associades amb l'absència de BRCA1 i BRCA2.
Els càncers amb mutacions a BRCA1, però no a BRCA2, mostren un gran número de petites duplicacions en tàndem de la firma de reordenament 3. Els càncers amb mutacions a BRCA1 o BRCA2 mostren un nombre substancial de delecions de la firma de reordenament 5.

## Trastorns associats
Determinades variacions del gen BRCA2 provoquen un major risc de patir càncer de mama. Diversos estudis han identificat més de 450 mutacions al gen BRCA2, moltes de les quals provoquen un augment del risc de càncer. Les mutacions de BRCA2 acostumen a ser insercions o delecions d'un nombre petit de parells de bases. Com a resultat d'aquestes mutacions la proteïna resultant és anormalment curta i no pot actuar correctamente. Les investigacions apunten que una proteïna BRCA1 defectuosa no pot ajudar a reparar les mutacions que es produeixen en altres gens; aquests defectes s'acumulen i poden permetre a les cèl·lules créixer i dividir-se incontroladament, donant lloc a un tumor.
Els individus que tenen dues còpies mutades del gen BRCA2 pateixen un tipus d'anèmia de Fanconi. Aquest trastorn és provocat per concentracions extremadament baixes de la proteïna BRCA2 en les cèl·lules, que permeten l'acumulació de DNA danyat. Els pacients amb anèmia de Fanconi són propensos a diversos tipus de leucèmia, a diversos tumors massissos i a mieloinhibició.
A més de l'augment de risc de càncer de mama, les mutacions a BRCA2 també provoquen un major risc de càncer d'ovari, de pròstata i de pàncrees. En concret, s'han associat les mutacions a la part central del gen amb un major risc de càncer d'ovari i amb un menor risc de càncer de pròstata que les mutacions a altres parts del gen.